# Сукхаваті

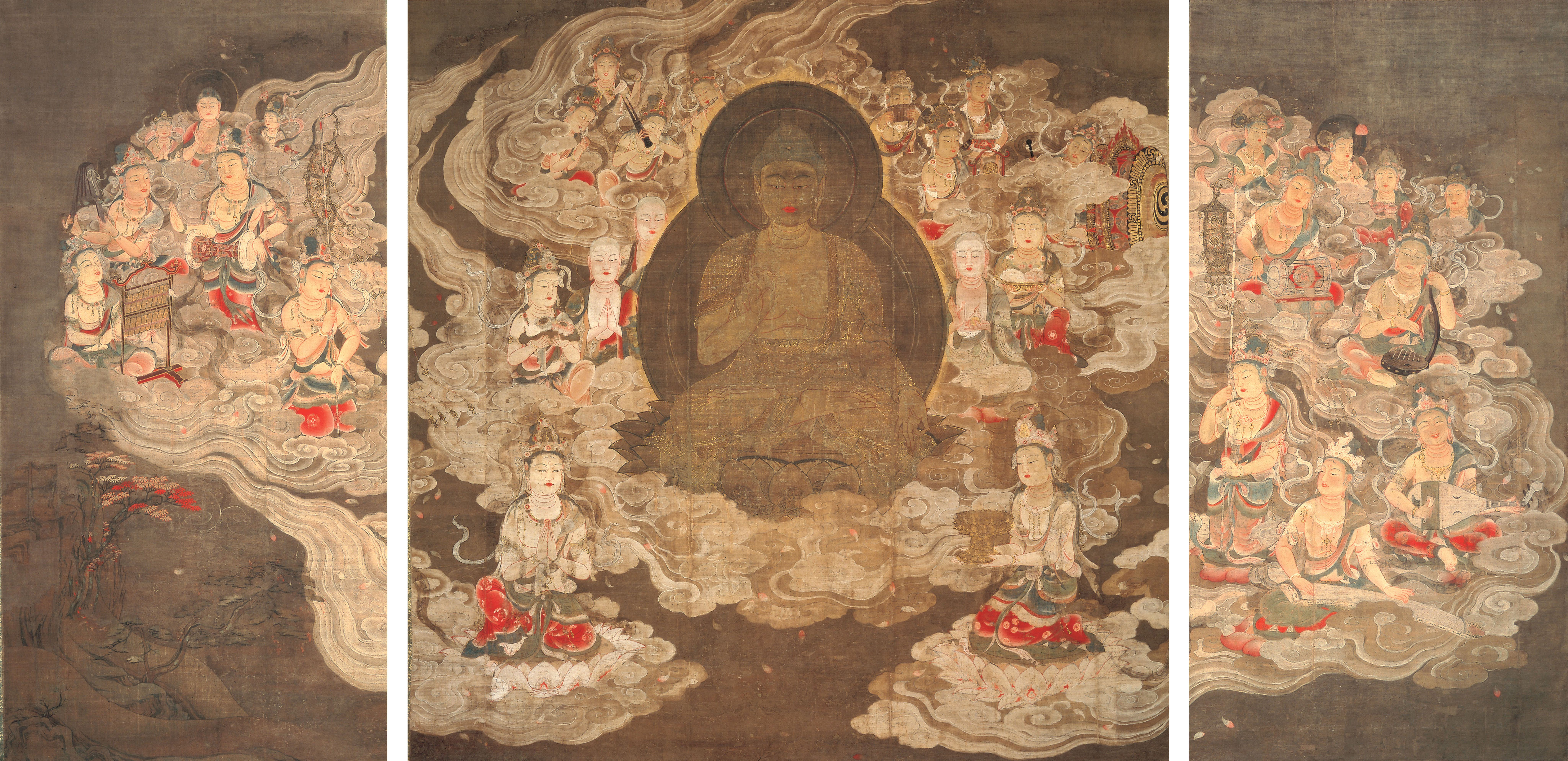
Світ Сукхаваті: Амітабха в оточенні бодхісаттв (Японія, період Хей'ан).

Сукхаваті (санскр. सुखावती, Sukhāvatī IAST; яп. 極楽, ごくらく, ґокураку, «[земля] неймовірної радості») — у буддизмі магаяни світ щастя і радості, яким керує будда Амітабга і де мешкають бодгісатви. Іноді перекладається як «буддійський рай».

## Короткі відомості
Згідно традиційного буддійського опису, Сукхаваті знаходиться на Заході, за десятки тисяч світів від світу людей. Ця земля безмежна і самодостатня, в ній немає мук і страждань, а панує лише мир і радість. Світ з'яв проявляється у Сукхаваті в образі людей і богів, між якими немає докорінних відмінностей. Демони, голодні духи, асури і тварини у цьому світі відсутні.
Ґрунт і вода в Сукхаваті благородні, а всі споруди сотворено із «восьми коштовностей»: золота, срібла, коралів і коштовних каменів. Мешканці цього світу — бодгісатви вищого рівня, які там же досягають просвітлення. Вони живуть «невимірно довго» і насолоджуються безмежним щастям. Сукхаваті було сотворено Буддою Амітабгою, аби прискорити шлях істот до просвітлення. 
Сукхаваті займає одне з головних місць у буддійському Вченні Чистої Землі, згідно з яким віра у рятівну силу Амітабги дає віруючому змогу перенародитися у цьому «раю».